# Розов Віктор Сергійович
Віктор Сергійович Розов (рос. Ви́ктор Серге́евич Ро́зов; 8 [21] серпня 1913, Ярославль, Російська імперія — 28 вересня 2004, Москва, Росія) — радянський і російський драматург. Лауреат Державної премії СРСР (1967). Академік Російської академії словесності. Президент Російської Академії театрального мистецтва і член Спілки письменників СРСР.

## Біографічні відомості
Автор понад 20 п'єс і 6 кіносценаріїв, в тому числі п'єси «Вічно живі» і на її основі — сценарію фільму «Летять журавлі».

## Фільмографія
- 1956 — В добрий час!
- 1957 — Летять журавлі — екранізація п'єси «Вічно живі»
- 1959 — Ненадісланий лист
- 1960 — Шумний день — екранізація комедії «В пошуках радості»
- 1961 — Auf der Suche nach Glück (ФРН) — німецька версія телефільму «У пошуках радості» (1957)
- 1962 — På jakt efter lyckan // «У пошуках радості» (Швеція, в співавторстві з Леннартом Лагервалем, швед. Lennart Lagerwall)
- 1968 — У день весілля
- 1972 — За весь у відповіді — екранізація п'єси «Традиційний збір»
- 1972 — Сторінка життя
- 1973 — У добрий час! — телевізійний варіант однойменної п'єси
- 1975 — На край світу…
- 1980 — A Siketfajd fészke // «Гніздо глухаря» (Угорщина)
- 1980 — Перед вечерею (телеспектакль)
- 1982 — З вечора до полудня
- 1987 — Наїзники